# Nccニュース
『nccニュース』（エヌシーシーニュース）は、長崎文化放送（ncc）で1990年4月1日の開局時から放送されているニュース番組（スポットニュース）である。

## 概要
長崎文化放送が2006年12月1日に地上デジタル放送を開始してからは『ncc NEWS』と題して放送されていた。見出し字については、『ANNニュース』の "ANN" を局英略称の "ncc" に差し替えている。

## 放送時間

### 現在
2023年現在
| 放送枠 | 放送時間（JST） |
| ------ | --- |
| 昼     | 月曜 - 金曜 11:57 - 12:00（3分）- 『大下容子ワイド!スクランブル・第1部』内の『ANNニュース』のローカル枠を差し替えて放送。 |

### 過去
- 土曜・日曜 18:55 - 19:00 （1990年4月1日開局 - 1995年4月2日）
- 土曜 18:55 - 19:00、日曜 17:55 - 18:00 （1995年4月8日 - 1997年9月28日）
- 土曜・日曜 17:55 - 18:00 （1997年10月4日 - 2000年3月26日）
- 土曜 18:23 - 18:28、日曜 17:55 - 18:00 （2000年4月1日 - 2000年9月30日）
- 土曜・日曜 17:55 - 18:00 （2000年10月7日 - 2010年9月26日）
- 月曜 - 金曜 11:40 - 11:45 （1990年4月1日開局 - 2014年3月28日、2015年4月6日 - 2016年4月1日）
- 月曜 - 金曜 11:42 - 11:45 （2014年3月31日  - 2014年9月26日）- 『ワイド!スクランブル・第1部』（11:30 - 12:00）内で放送。
- 月曜 - 金曜 11:30 - 11:45 （2014年9月29日 - 2015年4月3日）
- 月曜 - 金曜 11:29 - 11:32 （2016年4月4日 - 2018年3月30日）- 『トコトンHappy』（10:45 - 11:40）内で放送。
- 月曜 - 金曜 19:54 - 20:00（1990年4月1日開局 - 2008年3月19日）
- 月曜 - 金曜 20:54 - 20:55（2008年4月7日 - 2019年12月25日）
- 夜 土曜 22:10 - 22:15（2018年4月7日 - 2019年12月28日）
- 夜 日曜 20:56 - 21:00（2018年4月8日 - 2019年12月15日）
- 土曜・日曜 17:48.54 - 17:51.54 - 『ANNスーパーJチャンネル』（17:30 - 17:55）内のローカル枠を差し替えて放送。

## 担当アナウンサー
- シフト勤務